# Éric Stefanini
Éric Stefanini (* 16. April 1963 in Philippeville, Algerien) ist ein ehemaliger französischer Fußballspieler.

## Karriere
Stefanini begann seine Karriere in der Jugendmannschaft von Stade Laval, wo er sowohl im zentralen Mittelfeld als auch als Flügelspieler eingesetzt wurde. In der Saison 1979/80 gehörte er als 16-Jähriger erstmals dem Kader der Erstligamannschaft an, kam aber nicht zum Einsatz. Sein Debüt feierte er in der darauffolgenden Spielzeit, wurde aber erst ab der Saison 1982/83 regelmäßig eingesetzt. Dabei gelang ihm mit der Mannschaft die überraschende Qualifikation für den UEFA Cup. Dort schaffte das Team einen unerwarteten Einzug in die zweite Runde, wo es im Hinspiel allerdings mit 0:2 gegen den FK Austria Wien verlor. Stefanini gelang mit einem Distanzschuss das 3:0, das das Weiterkommen bedeutet hätte, wären nicht noch drei Gegentore gefallen. Dennoch war dies der Beginn einer Spielzeit, in der Stefanini zum Stammspieler avancierte. Er galt als Kandidat für die Aufnahme in die französische Nationalmannschaft, auch wenn ihm der Sprung in diese nie gelang. Dies blieb er, bis er 1987 gemeinsam mit einigen anderen Leistungsträgern den Verein verließ.
Er unterschrieb beim Zweitligisten Olympique Nîmes, mit dem er den Aufstieg in die erste Liga anstrebte. Nachdem dies gescheitert war, entschied er sich 1988 für einen Wechsel zum Le Havre AC. Zu dieser Zeit stand er unter Druck, die guten Leistungen aus den ersten Jahren seiner Karriere zu bestätigen. Zwar erreichte er mit Le Havre die Relegation, scheiterte aber dort am Aufstieg. Daher verließ er auch diesen Klub nach lediglich einem Jahr und unterschrieb stattdessen beim ebenfalls zweitklassigen Red Star Paris. Obwohl die Mannschaft gegen den Abstieg kämpfte, konnte sich Stefanini in seinen Leistungen wieder deutlich steigern. Dementsprechend wechselte er 1991 zum Aufstiegskandidaten SCO Angers. Auch dort zählte er zu den Leistungsträgern einer Mannschaft, die in der Saison 1991/92 erst in der Relegation am Aufstieg scheiterte. Nach dem gelungenen Aufstieg ein Jahr später führte er die Mannschaft als Kapitän in die Erstligasaison 1993/94. Allerdings resultierte aus dieser der direkte Wiederabstieg. Zurück in der zweiten Liga musste die Mannschaft in der Spielzeit 1994/95 gegen den Absturz in die dritte Liga kämpfen. Am Ende der Saison beendete Stefanini 32-jährig seine Karriere. Neben seiner Tätigkeit in einem Unternehmen ließ er sich zum Trainer ausbilden, war als solcher jedoch nur für einige Zeit bei zwei unterklassigen Vereinen aktiv.